# Saint-Benoît (quận)
Quận Saint-Benoît là một quận của Pháp, nằm ở tỉnh Réunion, ở vùng Réunion. Quận này có 9 tổng và 6 xã.

## Các đơn vị hành chính

### Các tổng
Các tổng của quận Saint-Benoît là: 
1. Bras-Panon
2. La Plaine-des-Palmistes
3. Saint-André - Tổng thứ nhất
4. Saint-André - Tổng thứ nhì
5. Saint-André - Tổng thứ ba
6. Saint-Benoît - Tổng thứ nhất
7. Saint-Benoît - Tổng thứ nhì
8. Sainte-Rose
9. Salazie

### Các xã
Các xã của quận Saint-Benoît, và mã INSEE là: 
| 1. Bras-Panon (97402)  | 2. La Plaine-des-Palmistes (97406) | 3. Saint-André (97409) | 4. Saint-Benoît (97410) |
| 5. Sainte-Rose (97419) | 6. Salazie (97421)                 |                        |                         |